# Saint-Thuriau
Saint-Thuriau (tiếng Breton: Sant-Turiav) là một xã ở tỉnh Morbihan trong vùng Bretagne tây bắc Pháp. Xã này có diện tích 21,47 km², dân số năm 1999 là 1848 người. Khu vực này có độ cao trung từ 48-129 mét trên mực nước biển.
Cư dân của Saint-Thuriau danh xưng trong tiếng Pháp là Thuriaviens hay Thurialais.
Saint-Thuriau kết nghĩa với  Calstock, Cornwall.